# براندون ويلسون (كاتب)
براندون ويلسون (بالإنجليزية: Brandon Wilson)‏ هو مستكشف وكاتب أمريكي، ولد في 2 أكتوبر 1953 في سيويكلي في الولايات المتحدة.